# Burmistrzowie Dusznik-Zdroju

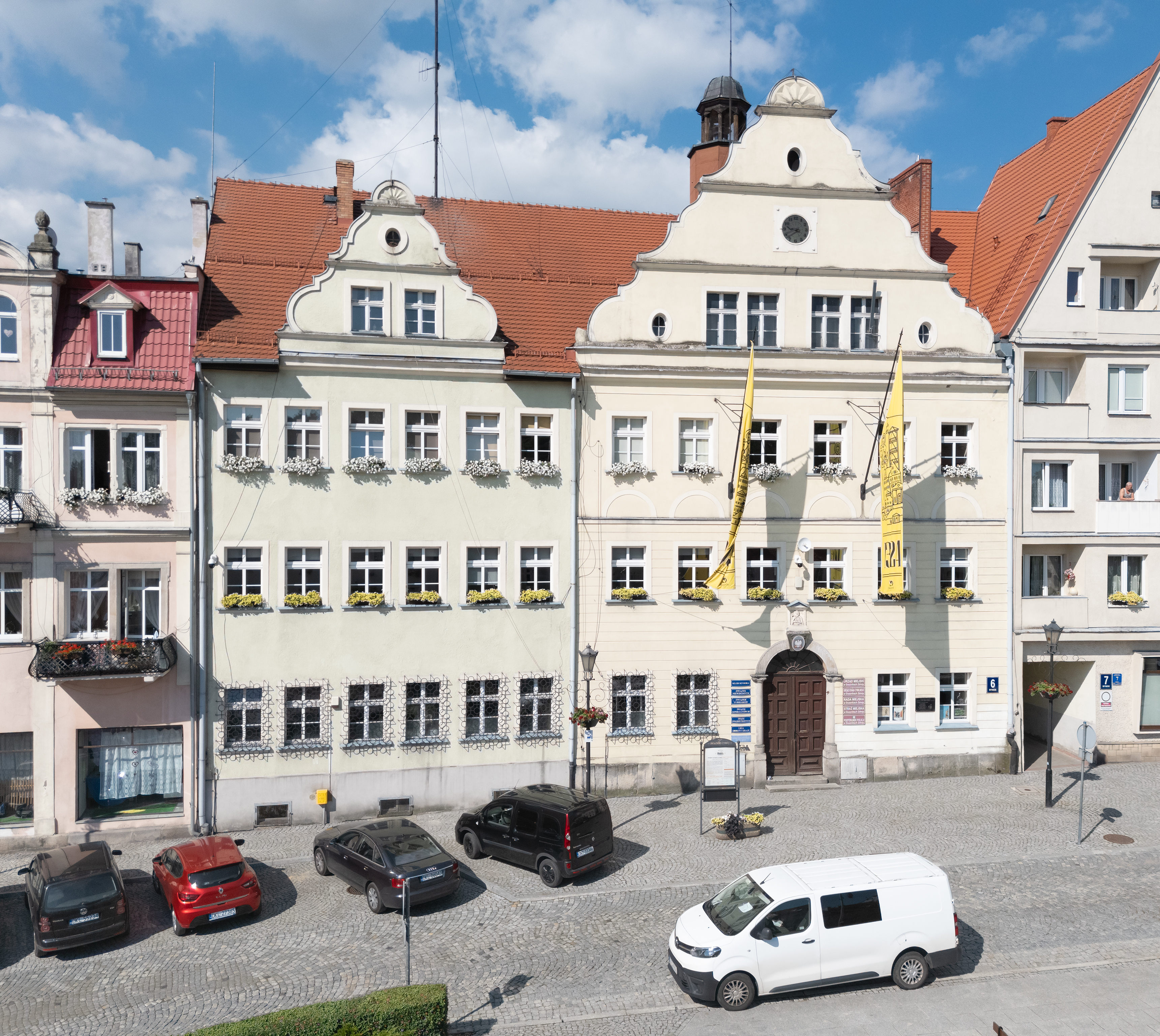
Siedziba burmistrza – ratusz w Dusznikach-Zdroju

Burmistrz Dusznik-Zdroju – jednoosobowy organ wykonawczy Miasta i Gminy Duszniki-Zdrój. Kieruje pracą Urzędu Miasta Duszniki-Zdrój oraz zarządza Miastem i Gminą w bieżących sprawach, przygotowuje projekty uchwał Rady Miasta oraz budżetu, a także czuwa nad jego wykonaniem. Wykonuje obowiązki szefa obrony cywilnej. Jest najwyższym przedstawicielem Miasta. Od 2002 r. jest wybierany przez ogół mieszkańców w bezpośrednich wyborach powszechnych (do 2018 na 4 lata, następnie na kadencje pięcioletnie).

## Spis burmistrzów Miasta Duszniki-Zdrój od 1990 roku
| Lata      | Burmistrzowie Dusznik-Zdroju (od 1990) |
| --------- | -------------------------------------- |
| 1990–1994 | Bogdan Berczyński                      |
| 1994–2002 | Grzegorz Średziński                    |
| 2002–2006 | Bolesław Krawczyk                      |
| 2006–2010 | Grzegorz Średziński                    |
| 2010–2014 | Andrzej Rymarczyk                      |
| 2014–2023 | Piotr Lewandowski.                     |
| 2023–2024 | Grzegorz Jung (pełniący obowiązki)     |
| 2024-     | Przemysław Kuklis                      |